# Kapitaliki

Środkowa część wyrazu została złożona kapitalikami

Kapitaliki (łac. capitalis „główny”) – znaki (głównie litery i cyfry) o wyglądzie wersalików, ale wielkości zbliżonej do liter tekstowych bez wydłużeń górnych i dolnych.
Służą do dwóch celów:
- tworzenia wyróżnień w tekście zwykłym na podobnej zasadzie, jak stosowanie pogrubienia czy kursywy;
- stosowania wielkich liter o wyglądzie mniej odróżniającym się od reszty składu, co jest pożyteczne w tekstach, w których występuje nadmierne zagęszczenie wyrazów czy też skrótów pisanych wielkimi literami.

Przeważająca większość procesorów tekstu umożliwia automatyczne tworzenie kapitalików, jednak jest to metoda ułomna, ponieważ sprowadza się do geometrycznego zmniejszenia wersalików, czego skutkiem jest zmniejszenie grubości kresek tworzących znaki. Kreski te stają się wtedy cieńsze zarówno od kresek wersalikowych, jak i tekstowych, przez co wyglądają na nienaturalnie wychudzone. Znaki tak utworzone mają również szereg innych wad, jak zanikające końce cieniowań w krojach dwuelementowych, nieproporcjonalne światła wewnątrz znaków, zaburzone odsadki (odstępy pomiędzy znakami), słabiej widoczne szeryfy, zbyt małe znaki diakrytyczne itd.
Kapitaliki poprawne typograficznie powinny być znakami o grubości kresek takich samych jak w wersalikach i literach tekstowych, dlatego też kapitaliki projektuje się jako oddzielne znaki, wzbogacając repertuar znaków w danym kroju pisma. W fontach OpenType, które mają zaprojektowane kapitaliki, można znaki te uzyskać za pomocą funkcji zecerskich. W czasach sprzed ery Unicode, gdy repertuar znaków w foncie był ograniczony do 256 znaków, zazwyczaj nie było miejsca na kapitaliki, przez co umieszczane były one w oddzielnych fontach powiązanych z danym krojem pisma. Takie fonty nazywane były (jak każdy font z nietypowymi znakami) fontami eksperckimi. Również w tradycyjnych czcionkach stosowano zestawy kapitalikowe, było to jednak mniej popularne.
We współczesnej typografii panuje tendencja do projektowania w nowych krojach pisma kapitalików o wysokości nieznacznie większej od średniej linii pisma, co bardzo poprawia ich czytelność, natomiast przy użyciu starszych krojów zaleca się ręczne niewielkie powiększenie ich stopnia.

## Zastosowanie kapitalików
- Inskrypcje nakamienne, nagrobki
- tytuły i śródtytuły
- akronimy
- żywe paginy
- wyróżnianie słów lub krótkich wyrażeń – np. hasła w słownikach, nazwy własne w podręcznikach.

## Przykład
Wyraz „PRZYKŁAD” złożony kapitalikami w otoczeniu minuskuły i majuskuły.
| Wersaliki                                                                             | Kapitaliki               | Kapitaliki z majuskułą   |
| ------------------------------------------------------------------------------------- | ------------------------ | ------------------------ |
| Pierwszy PRZYKŁAD składu                                                              | Pierwszy przykład składu | Pierwszy Przykład składu |
| DRUGI PRZYKŁAD składu                                                                 | DRUGI przykład składu    | DRUGI Przykład składu    |
| TRZECI PRZYKŁAD SKŁADU                                                                | TRZECI przykład SKŁADU   | TRZECI Przykład SKŁADU   |
| Przemieszane                                                                          |                          |                          |
| Tekst zwykły WERSALIKI kapitaliki MAŁE WERSALIKI Kapitaliki Z Majuskułą zwykły tekst. |                          |                          |

## Skróty klawiaturowe
- Adobe InDesign – Ctrl+⇧ Shift+H
- CorelDRAW – Ctrl+⇧ Shift+K
- Microsoft Word – Ctrl+⇧ Shift+K